# Liste der Monuments historiques in Quinsac (Gironde)
Die Liste der Monuments historiques in Quinsac (Gironde) führt die Monuments historiques in der französischen Gemeinde Quinsac auf.

## Liste der Bauwerke
| Bezeichnung     | Beschreibung                                     | Standort | Kennzeichnung | Schutzstatus | Datum | Bild |
| --------------- | ------------------------------------------------ | -------- | ------------- | ------------ | ----- | ---- |
| Schloss Péconet | Erbaut in der ersten Hälfte des 17. Jahrhunderts | (Lage)   | PA33000083    | Inscrit      | 2005  |      |

## Liste der Objekte
- Monuments historiques (Objekte) in Quinsac (Gironde) in der Base Palissy des französischen Kultusministeriums